# Swetlana Michailowna Malchasowa
Swetlana Michailowna Malchasowa (russisch Светлана Михайловна Малхазова; * 14. Juni 1948 in Moskau) ist eine sowjetische bzw. russische Biogeographin, Geomedizinerin und Hochschullehrerin.

## Leben
Das Studium an der Lomonossow-Universität Moskau (MGU) in der Geographie-Fakultät schloss Malchasowa 1972 als Biogeographin mit Auszeichnung ab. Am Ende der anschließenden Aspirantur an der MGU 1976 verteidigte sie mit Erfolg ihre Kandidat-Dissertation mit einer geoökologischen Untersuchung der viszeralen Leishmaniose in der Alten Welt für die Promotion zur Kandidatin der geographischen Wissenschaften.
Darauf wurde Malchasowa wissenschaftliche Junior-Mitarbeiterin am Lehrstuhl für Biogeographie der Geographie-Fakultät der MGU. Sie lehrte dort und wurde 1990 zur Dozentin ernannt. Sie spezialisierte sich auf Humanökologie und Medizinische Geographie. Sie arbeitete in verschiedenen Regionen Russlands, in Turkmenistan, Usbekistan, der Mongolei und Indien. Über ihre Arbeit berichtete sie in den Ländern Europas, Nordamerikas sowie in China und Japan. Sie beteiligte sich an russischen und internationalen Programmen und Projekten, die sie teilweise leitete. Sie verteidigte 1999 mit Erfolg ihre Doktor-Dissertation über die medizinisch-geographische Analyse eines Territoriums mit Kartierung, Bewertung und Prognose für die Promotion zur Doktorin der geographischen Wissenschaften.
Seit 2000 ist Malchasowa Professorin des Lehrstuhls für Biogeographie der MGU, den sie von 2005 bis 2024 leitete. Auch leitete sie das zugehörige Laboratorium für Medizinische Geographie. Die förmliche Ernennung zur Professorin erfolgte 2009.
Malchasowa wurde 2009 Mitglied des Wissenschaftlichen Rats der Russischen Geographischen Gesellschaft, deren Mitglied sie seit 1972 ist. Unter ihrer Leitung entstanden 2007 medizinisch-demografische Atlanten der Oblast Kaliningrad und der Oblast Moskau. Sie beteiligte sich an der Erstellung des ökologischen Atlas Russlands (2017).

## Ehrungen, Preise
- Ehrenarbeiterin der Berufsbildung der Russischen Föderation (2004)
- M.-W.-Lomonossow-Preis der MGU für Pädagogische Tätigkeit (2013)[3]
- Verdiente Professorin der MGU (2014)[1]
- Preis der Russischen Geographischen Gesellschaft (2016)